# Kleine Kurzschwanz-Rennmaus
Die Kleine Kurzschwanz-Rennmaus (Gerbillus simoni) ist ein Nagetier in der Gattung der Echten Rennmäuse, das im nördlichen Afrika verbreitet ist. Sie zählt zur Untergattung Dipodillus, die gelegentlich im Rang einer Gattung geführt wird. Die Taxa Gerbillus kaiseri aus Ägypten und Gerbillus zakariai von den tunesischen Kerkenna-Inseln gelten als Synonyme.

## Merkmale
Diese kleine Rennmaus ist ohne Schwanz 72 bis 89 mm lang, die Schwanzlänge beträgt 72 bis 96 mm und das Gewicht liegt bei 12 bis 22 g. Die Art hat 19 bis 22 mm lange Hinterfüße und 12 bis 14 mm lange Ohren. Die Haare des weichen und langen Fells der Oberseite sind grau bis dunkelgrau an den Wurzeln, orangebraun in der Mitte und schwarzorange an den Spitzen, was ein orangebraunes Aussehen erzeugt. An den Körperseiten ist das Fell heller und die Unterseite ist von weißem Fell bedeckt. Es besteht keine deutliche Grenze zwischen den dunklen und hellen Bereichen. Weißliche Flecken sind hinter den Ohren deutlich und vor den Ohren undeutlich oder nicht vorhanden. Ein weiteres Kennzeichen sind schwarze und weiße lange Vibrissen. Die Kleine Kurzschwanz-Rennmaus hat nackte Fußsohlen und kurze borstige Haare auf dem Schwanz, die orangebraun gefärbt sind. Zur Speicherung von Energiereserven kann vor allem der vordere Teil des Schwanzes Fett lagern. Der diploide Chromosomensatz enthält 60 Chromosomen (2n=60). Die Art ist der einzige kleine Gattungsvertreter, bei der die Schwanzlänge etwa der Körperlänge entspricht.

## Verbreitung
Eine Population reicht vom östlichen Marokko über das nördliche Algerien und Tunesien bis ins Umfeld von Tripolis in Libyen. Die zweite Population kommt von der östlichen Großen Syrte entlang des Mittelmeers bis etwa nach Alexandria vor. Die Exemplare halt sich im Flachland und auf Hochebenen im Atlasgebirge auf. Sie bewohnen Grassteppen und besuchen Ackerflächen sowie Plantagen. Die Kleine Kurzschwanz-Rennmaus meidet sandige Gebiete.

## Lebensweise
Dieses nachtaktive und bodenbewohnende Tier ruht am Tage in unterirdischen Bauen. Es teilt sein Revier mit verschiedenen anderen Echten Rennmäusen sowie mit der Shaw-Rennratte (Meriones shawi). Die Art frisst Pflanzensamen, Blätter und Insekten. Bei Weibchen wurden 4 bis 8 Embryos registriert, obwohl die maximale Anzahl der Neugeborenen bei 6 lag. In Gefangenschaft gehaltene Weibchen waren etwa 20 Tage trächtig. Sie konnten sich 18 bis 20 Tage nach der Geburt erneut paaren.

## Gefährdung
Die IUCN listet die Art, trotz unbekannter Populationsgröße, als nicht gefährdet (least concern) aufgrund fehlender Bedrohungen.